# ویر داس
ویر داس (به انگلیسی: Vir Das) بازیگر، کمدین هندی است.
از فیلم‌هایی که وی در آن نقش داشته‌است می‌توان به کمپانی بدها، عروسی پنجابی پاتل، روی دیگر ازدواج، ملکه هفت‌تیر، حباب و مستی‌زاده اشاره کرد.